# Eustrotia obliquilinea
Eustrotia obliquilinea là một loài bướm đêm trong họ Noctuidae.